# Vicente Marrero Suárez
Vicente Marrero Suárez (Arucas, Gran Canaria, 16 de julio de 1922-Madrid, 31 de mayo de 2000) fue un escritor y pensador carlista español. Vinculado al Opus Dei, fue conocido por fundar en 1951, junto con Ignacio Hernando de Larramendi y Rafael Gambra Ciudad —tradicionalistas como él— la editorial Cálamo y la colección Esplandián. En 1956, fundó la revista Punta Europa.

## Biografía

### Nacimiento, formación y primeros años de actividad profesional
Vicente Marrero Suárez nació el 16 de julio de 1922 en la isla de Gran Canaria, en Arucas, de progenie isleña, tanto por parte de padre como de madre, y en la isla realizó sus estudios en el colegio de san Juan Bautista de La Salle, concluyendo el bachillerato en 1937. En 1939, terminada la Guerra Civil Española se trasladó a La Laguna, donde comenzó sus estudios en Derecho. En 1940, se trasladó a Salamanca, donde se licenció en la Facultad de Derecho en 1941. Durante el doctorado trabó una profunda amistad con Ignacio Hernando de Larramendi (1941-1942). Fue lector de español en Friburgo de Brisgovia (1943-1949).
Casado con María Francisca del Toro Acedo, tuvo cuatro hijos: Bernardino, Manuel, Vicente y Daniel. Falleció en Madrid el 31 de mayo de 2000.

### La editorial Cálamo
En 1951, instalado en Madrid, participó activamente junto con el empresario Ignacio Hernando de Larramendi y el filósofo Rafael Gambra Ciudad en la fundación de la editorial Cálamo, en particular en la colección de libros «Esplandián». En dicha colección aparecieron tres libros de Marrero, uno de ellos, un ensayo muy celebrado sobre Pablo Picasso. En su primer ensayo de pensamiento político atacó la tríada política vigente —comunismo, liberalismo y democracia cristiana—, y dibujó una nueva era edificada sobre una «Grecia cristiana» representada por la España del poder entrañable asentada en la tradición política, religiosa y cultural. Los profetas de la España entrañable eran: Ramiro de Maeztu, Jaime Balmes y Marcelino Menéndez Pelayo. Este ensayo fue alabado por Eugenio Vegas Latapie por su «perfecta ortodoxia religiosa y política». A partir de 1952, Rafael Calvo Serer comenzó a pedirle opiniones y comentarios a artículos y libros. En el verano de 1952 se incorporó al Departamento de Culturas Modernas y meses después, ya en 1953, comenzó a colaborar frecuentemente en la revista Arbor del Consejo Superior de Investigaciones Científicas, donde se estrenó publicando un texto polémico sobre el orteguismo, pasando a ser un colaborador asiduo de Arbor, donde publicó siete colaboraciones en 1953.

### Punta Europa
Una serie de cambios políticos que hicieron salir a Calvo Serer de Arbor, arrastraron también a Marrero, que con el mecenazgo de Lucas María de Oriol, fundó en 1956 la revista Punta Europa. Una publicación católica y tradicional en política, y original en cuanto a creación literaria y artística. Era complaciente con el franquismo y ajena al comprometido legitimismo tradicionalista-carlista, mal visto desde las instancias del poder, y —pese a lo que suele decirse— sin vinculación alguna con el Opus Dei, al que Marrero nunca perteneció.
En la segunda mitad de la década de los sesenta, se interesó por la obra del dominico Santiago Ramírez, sobre el que publicaría en 1971 su tesis doctoral. En aquella época dirigió los servicios administrativos de la Secretaría General Técnica y posteriormente la Jefatura del Gabineta de Prensa del Ministerio de la Gobernación.

### Últimos años
En los años setenta ocupó la cátedra de Movimientos Artísticos Contemporáneos en la recién creada Facultad de Ciencias de la Información de la Universidad Complutense de Madrid. En los ochenta, continuó escribiendo, si bien sus publicaciones se redujeron considerablemente. En los años noventa, se le diagnosticó una enfermedad neurológica que le fue apartando de la vida social. Atrincherado en su biblioteca, que actualmente posee la Fundación Mapfre Guanarteme, siguió leyendo, mientras su vida se apagaba. Sus últimos libros son de poesía, que siempre cultivó junto con el ensayo político, literario, artístico y filosófico.

## Premios
- Premio Nacional de Literatura (1955) por la biografía de Maeztu, publicada por la editorial Rialp, Madrid, 1955, 755 págs.

## Obra
- Picasso y el toro, Cálamo (Esplandián 1), Madrid, 1952, 135 págs. 2ª ed. Rialp, Madrid, 1955, 165 págs.
- El acierto de la danza española, Cálamo (Esplandián 2), Madrid, 1952, 175 págs.
- El poder entrañable, Cálamo (Esplandián 3), Madrid, 1952, 191 págs.
- Traducción al castellano del libro de Josep Pieper, Actualidad del tomismo, Ateneo (Colección O crece o muere, núm. 39), Madrid, 1952, 36 págs.
- El sindicalismo alemán de la postguerra, Ateneo (Colección O crece o muere 65), Madrid, 1954, 44 págs.
- La escultura en movimiento de Ángel Ferrant, Rialp (Biblioteca del pensamiento actual 30), Madrid, 1954, 155 págs.
- Traducción de Peter Wust, Incertidumbre y riesgo, Rialp (Biblioteca del pensamiento actual 32), Madrid, 1955, 304 págs.
- Prólogo a Friedrich Heer, La democracia en el mundo moderno, Rialp (Biblioteca del pensamiento actual 40), Madrid, 1955, 157 págs.
- Maeztu, Rialp (Biblioteca del pensamiento actual 50), Madrid, 1955, 755 págs.
- Selección y prólogo de El tradicionalismo español del siglo XIX, Publicaciones Españolas, Dirección General de Información (Textos de Doctrina Política 4), Madrid, 1955, XXXI+413 págs.
- El enigma de España en la danza española, Rialp (Biblioteca del pensamiento actual 97), Madrid, 1959, 326 págs.
- Guardini, Picasso, Heidegger: tres visitas, Punta Europa, Madrid 1959, 30 págs. 2ª ed. Punta Europa, Madrid, 1959, 45 págs.
- El Cristo de Unamuno, Rialp (Libros de Bolsillo 1), Madrid, 1960, 276 págs.
- Ortega, filósofo «mondain», Rialp (Libros de Bolsillo 10), Madrid, 1961, 355 págs.
- La guerra española y el trust de cerebros, Punta Europa, Madrid, 1961, 683 págs. 2ª ed. Punta Europa, Madrid 1962, 647 págs. 3ª ed. Punta Europa, Madrid 1963, 674 págs.
- La consolidación política. Teoría de una posibilidad española, Punta Europa, Madrid, 1964, 306 págs.
- Nuestro Rubén, Instituto de Cultura Hispánica, Madrid, 1970, 135 págs.
- Santiago Ramírez, O.P. Su vida y su obra, CSIC (Instituto de Filosofía «Luis Vives»), Madrid, 1971, 336 págs.
- Historia de una amistad (Pereda, Menéndez Pelayo, Galdós, Valera, Clarín, Rubén...), Novelas y Cuentos 94, Madrid, 1971, 319 págs.
- España ¿en el banquillo? Cuando suena la hora de la verdad, Escelicer, Madrid, 1973, 286 págs.
- Prólogo y selección a Ramiro de Maeztu, Obra, Editora Nacional, Madrid, 1974, 1314 págs.
- Picasso y el monstruo. Una introducción, Universidad Complutense, Madrid, 1986, 222 págs.
- El padre Arintero y Ramiro de Maeztu, La Vida Sobrenatural, Salamanca, 1986, 67 págs.

### Artículos
- Marrero, Vicente (7 de marzo de 1968). «Pieper o una «suite» aquiniana». ABC (Madrid: Prensa Española). pp. 8-9.